# Meriç Aral
Meriç Aral (* 17. November 1988 in Istanbul) ist eine türkische Schauspielerin.

## Leben und Karriere
Aral wurde am 17. November 1988 in Istanbul geboren. Sie studierte an der İstanbul Bilgi Üniversitesi. Eine kurze Zeit lang arbeitete sie als Filmassistentin. Ihr Debüt gab sie 2012 in der Fernsehserie Sultan. Danach bekam sie eine Rolle in Medcezir. Außerdem trat sie in dem Film Unutursam Fısılda auf. Unter anderem wurde sie für die Serie Yüksek Sosyete gecastet. 2016 spielte sie in Hesapta Aşk und Cingöz Recai: Bir Efsanenin Dönüşü mit. Ihre erste Hauptrolle bekam sie 2017 in Söz alongside. 2020 spielte Aral in Biz Böyleyiz mit.

## Filmografie
Filme
- 2013: Balayı
- 2014: Muska
- 2014: Unutursam Fısılda
- 2015: Hesapta Aşk
- 2017: Cingöz Recai: Bir Efsanenin Dönüşü
- 2018: Yanımda Kal
- 2020: Biz Böyleyiz

Serien
- 2012: Sultan
- 2013–2014: Medcezir
- 2016: Yüksek Sosyete
- 2017–2019: Söz
- 2020–2021: Kırmızı Oda
- 2021–2022: Kaderimin Oyunu
- 2022: Yakamoz S-245